# Arsenal Football Club 2022-2023
Questa voce raccoglie le informazioni riguardanti l'Arsenal Football Club nelle competizioni ufficiali della stagione 2022-2023.

## Stagione
Questa stagione è la 31ª in Premier League per l'Arsenal, la 103ª stagione consecutiva nel massimo campionato inglese. Oltre alla partecipazione in Premier League, l'Arsenal prenderà parte alla FA Cup ed alla EFL Cup ed all'Europa League.
La stagione si presenta sotto ottimi auspici: il campionato inizia infatti con cinque vittorie di fila contro Crystal Palace, Leicester City, Bournemouth, Fulham e Aston Villa; nonostante la sconfitta successiva contro il Manchester Utd, numerose vittorie consecutive (interpellate da un pareggio contro il Southampton permettono ai Gunners di concludere la classifica invernale pre-sosta mondiali al primo posto, saltanto però due partite per decisione della federcalcio inglese dopo la morte della regina Elisabetta II.
In FA Cup, l'Arsenal dovrà affrontare l'Oxford Utd, mentre in EFL Cup cade contro il Brighton al terzo turno per 3-1.
Intanto, il gruppo A di Europa League vede i Gunners affiancati agli olandesi del PSV, agli svizzeri di Zurigo e ai norvegesi del Bodø/Glimt, e si conclude con cinque vittorie e solo una sconfitta contro il PSV, e un primo posto che consente loro di saltare gli spareggi passando direttamente agli ottavi di finale, dove affronteranno lo Sporting Lisbona.
Contro i portoghesi, l'Arsenal pareggia per 2-2 in Portogallo rimandando il discorso qualificazione alla settimana successiva. A Londra però, i Gunners ancora una volta non riescono a imporsi e vengono eliminati ai calci di rigore dopo un altro pareggio (stavolta per 1-1) nei tempi regolamentari e supplementari.
Il 16 aprile, dopo il pareggio con il Liverpool della settimana prima, i Gunners si fanno rimontare da 0-2 a 2-2 anche contro il West Ham facendosi recuperare altri due punti dal Manchester City e complicano ulteriormente la corsa al titolo. Con il pareggio contro gli Hammers, però l'Arsenal ottiene la matematica qualificazione in Champions League.

## Maglie e sponsor
È stato confermato adidas come sponsor tecnico, così come lo sponsor ufficiale Fly Emirates e lo sleeve sponsor Visit Rwanda.
| Casa | Trasferta | Terza divisa | Portiere |

## Rosa
Rosa, numerazione e ruoli, tratti dal sito ufficiale, sono aggiornati al 1 febbraio 2023.
| N. |                        | Ruolo | Calciatore         |
| -- | ---------------------- | ----- | ------------------ |
| 1  | Inghilterra (bandiera) | P     | Aaron Ramsdale     |
| 3  | Scozia (bandiera)      | D     | Kieran Tierney     |
| 4  | Inghilterra (bandiera) | D     | Ben White          |
| 5  | Ghana (bandiera)       | C     | Thomas Partey      |
| 6  | Brasile (bandiera)     | D     | Gabriel            |
| 7  | Inghilterra (bandiera) | C     | Bukayo Saka        |
| 8  | Norvegia (bandiera)    | C     | Martin Ødegaard    |
| 9  | Brasile (bandiera)     | A     | Gabriel Jesus      |
| 10 | Inghilterra (bandiera) | C     | Emile Smith Rowe   |
| 11 | Brasile (bandiera)     | A     | Gabriel Martinelli |
| 12 | Francia (bandiera)     | D     | William Saliba     |
| 14 | Inghilterra (bandiera) | A     | Eddie Nketiah      |
| 15 | Polonia (bandiera)     | D     | Jakub Kiwior       |
| 16 | Inghilterra (bandiera) | D     | Rob Holding        |
| 17 | Portogallo (bandiera)  | D     | Cédric Soares      |

| N. |                        | Ruolo | Calciatore              |
| -- | ---------------------- | ----- | ----------------------- |
| 18 | Giappone (bandiera)    | D     | Takehiro Tomiyasu       |
| 19 | Belgio (bandiera)      | A     | Leandro Trossard        |
| 20 | Italia (bandiera)      | C     | Jorginho                |
| 21 | Portogallo (bandiera)  | C     | Fábio Vieira            |
| 23 | Belgio (bandiera)      | C     | Albert Sambi Lokonga    |
| 24 | Inghilterra (bandiera) | A     | Reiss Nelson            |
| 25 | Egitto (bandiera)      | C     | Mohamed Elneny          |
| 27 | Brasile (bandiera)     | A     | Marquinhos              |
| 30 | Stati Uniti (bandiera) | P     | Matt Turner             |
| 34 | Svizzera (bandiera)    | C     | Granit Xhaka (capitano) |
| 35 | Ucraina (bandiera)     | D     | Oleksandr Zinčenko      |
| 49 | Estonia (bandiera)     | P     | Karl Jakob Hein         |
| 58 | Danimarca (bandiera)   | A     | Mika Biereth            |
| 65 | Paesi Bassi (bandiera) | C     | Salah Oulad M'Hand      |
| 82 | Inghilterra (bandiera) | C     | Omari Hutchinson        |

## Calciomercato

### Sessione estiva
| Acquisti         | Acquisti                | Acquisti            | Acquisti                    |
| R.               | Nome                    | da                  | Modalità                    |
| ---------------- | ----------------------- | ------------------- | --------------------------- |
| A                | Gabriel Jesus           | Manchester City     | definitivo (52,2 milioni €) |
| D                | Oleksandr Zinčenko      | Manchester City     | definitivo (35 milioni €)   |
| C                | Fábio Vieira            | Porto               | definitivo (35 milioni €)   |
| P                | Matt Turner             | N.E. Revolution     | definitivo (6,36 milioni €) |
| A                | Marquinhos              | San Paolo           | definitivo (3,5 milioni €)  |
| Altre operazioni |                         |                     |                             |
| R.               | Nome                    | da                  | Modalità                    |
| D                | William Saliba          | Olympique Marsiglia | fine prestito               |
| C                | Mattéo Guendouzi        | Olympique Marsiglia | fine prestito               |
| D                | Héctor Bellerín         | Betis               | fine prestito               |
| C                | Lucas Torreira          | Fiorentina          | fine prestito               |
| D                | Kōnstantinos Mavropanos | Stoccarda           | fine prestito               |
| C                | Ainsley Maitland-Niles  | Roma                | fine prestito               |
| A                | Reiss Nelson            | Feyenoord           | fine prestito               |
| D                | Pablo Marí              | Udinese             | fine prestito               |
| D                | Auston Trusty           | Colorado Rapids     | fine prestito               |
| P                | Rúnar Alex Rúnarsson    | OH Lovanio          | fine prestito               |

| Cessioni         | Cessioni                | Cessioni            | Cessioni                    |
| R.               | Nome                    | a                   | Modalità                    |
| ---------------- | ----------------------- | ------------------- | --------------------------- |
| C                | Mattéo Guendouzi        | Olympique Marsiglia | definitivo (11 milioni €)   |
| P                | Bernd Leno              | Fulham              | definitivo (3,60 milioni €) |
| D                | Kōnstantinos Mavropanos | Stoccarda           | definitivo (3,20 milioni €) |
| A                | Alexandre Lacazette     | Olympique Lione     | svincolato                  |
| Altre operazioni |                         |                     |                             |
| R.               | Nome                    | a                   | Modalità                    |
| D                | Auston Trusty           | Birmingham City     | prestito                    |
| D                | Nuno Tavares            | Olympique Marsiglia | prestito                    |

## Risultati

### Premier League

#### Girone di andata
| Arbitro: | Taylor |

|  |           |                                 |
|  | Marcatori | 20’ Martinelli 85’ (aut.) Guéhi |

| Arbitro: | Gillett |

|                                         |           |                                |
| Jesus 23’, 35’ Xhaka 55’ Martinelli 75’ | Marcatori | 53’ (aut.) Saliba 74’ Maddison |

| Arbitro: | Pawson |

|  |           |                             |
|  | Marcatori | 5’, 11’ Ødegaard 54’ Saliba |

| Arbitro: | Gillett |

|                          |           |              |
| Ødegaard 64’ Gabriel 85’ | Marcatori | 56’ Mitrović |

| Arbitro: | Jones |

|                          |           |          |
| Jesus 30’ Martinelli 77’ | Marcatori | 74’ Luiz |

| Arbitro: | Tierney |

|                              |           |          |
| Antony 16’ Rashford 66’, 75’ | Marcatori | 60’ Saka |

| Arbitro: | Oliver |

|                                             |           |  |
| Saka 40’ Martinelli 45+1’, 80’ Ødegaard 71’ | Marcatori |  |

| Arbitro: | Coote |

|  |           |                                 |
|  | Marcatori | 17’ Saliba 28’ Jesus 49’ Vieira |

| Arbitro: | Taylor |

|                                |           |                 |
| Partey 20’ Jesus 49’ Xhaka 67’ | Marcatori | 31’ (rig.) Kane |

| Arbitro: | Oliver |

|                                      |           |                       |
| Martinelli 1’ Saka 45+5’, 76’ (rig.) | Marcatori | 34’ Núñez 53’ Firmino |

| Arbitro: | Kavanagh |

|  |           |          |
|  | Marcatori | 35’ Saka |

| Arbitro: | Taylor |

|                 |           |                                        |
| Saka 42’ (rig.) | Marcatori | 24’ De Bruyne 72’ Grealish 82’ Haaland |

| Arbitro: | Jones |

|               |           |           |
| Armstrong 65’ | Marcatori | 11’ Xhaka |

| Arbitro: | Hooper |

|                                                       |           |  |
| Martinelli 5’ Nelson 49’, 52’ Partey 57’ Ødegaard 78’ | Marcatori |  |

| Arbitro: | Oliver |

|  |           |             |
|  | Marcatori | 63’ Gabriel |

| Arbitro: | Attwell |

|  |           |                   |
|  | Marcatori | 54’, 75’ Ødegaard |

| Arbitro: | Oliver |

|                                     |           |                     |
| Saka 53’ Martinelli 58’ Nketiah 69’ | Marcatori | 27’ (rig.) Benrahma |

| Arbitro: | Taylor |

|                         |           |                                                 |
| Mitoma 65’ Ferguson 77’ | Marcatori | 2’ Saka 39’ Ødegaard 47’ Nketiah 71’ Martinelli |

| Londra 3 gennaio 2023, ore 20:45 WET 19ª giornata | Arsenal | 0 – 0 referto | Newcastle Utd | Emirates Stadium (60 319 spett.)\| Arbitro: \| Madley \| |
| Arbitro:                                          | Madley  |               |               |                                                          |

#### Girone di ritorno
| Arbitro: | Pawson |

|  |           |                                |
|  | Marcatori | 14’ (aut.) Lloris 36’ Ødegaard |

| Arbitro: | Taylor |

|                           |           |                           |
| Nketiah 24’, 90’ Saka 53’ | Marcatori | 17’ Rashford 59’ Martínez |

| Arbitro: | Coote |

|               |           |  |
| Tarkowski 60’ | Marcatori |  |

| Arbitro: | Bankes |

|              |           |           |
| Trossard 66’ | Marcatori | 74’ Toney |

| Arbitro: | Hooper |

|                         |           |                                                               |
| Watkins 5’ Coutinho 31’ | Marcatori | 16’ Saka 61’ Zinchenko 90+3’ (aut.) Martínez 90+8’ Martinelli |

| Arbitro: | Pawson |

|  |           |                |
|  | Marcatori | 46’ Martinelli |

| Arbitro: | Kavanagh |

|                                   |           |                       |
| Partey 62’ White 70’ Nelson 90+7’ | Marcatori | 1’ Billing 57’ Senesi |

| Arbitro: | Coote |

|  |           |                                            |
|  | Marcatori | 21’ Gabriel 26’ Martinelli 45+2’ Ødeegaard |

| Arbitro: | Attwell |

|                                        |           |             |
| Martinelli 28’ Saka 43’, 74’ Xhaka 55’ | Marcatori | 63’ Schlupp |

| Arbitro: | England |

|                                           |           |                |
| Jesus 35’ (rig.), 55’ White 47’ Xhaka 84’ | Marcatori | 76’ Kristensen |

| Arbitro: | Tierney |

|                       |           |                         |
| Salah 42’ Firmino 87’ | Marcatori | 8’ Martinelli 28’ Jesus |

| Arbitro: | Coote |

|                               |           |                       |
| Benrahma 33’ (rig.) Bowen 54’ | Marcatori | 7’ Jesus 10’ Ødegaard |

| Arbitro: | Hooper |

|                                      |           |                                       |
| Martinelli 20’ Ødegaard 88’ Saka 90’ | Marcatori | 1’ Alcaraz 14’ Walcott 66’ Ćaleta-Car |

| Arbitro: | Oliver |

|                                              |           |             |
| De Bruyne 7’, 54’ Stones 45+1’ Haaland 90+5’ | Marcatori | 86’ Holding |

| Arbitro: | Jones |

|                             |           |             |
| Ødegaard 18’, 31’ Jesus 34’ | Marcatori | 65’ Madueke |

| Arbitro: | Kavanagh |

|  |           |                               |
|  | Marcatori | 14’ Ødegaard 71’ (aut.) Schär |

| Arbitro: | Madley |

|  |           |                                      |
|  | Marcatori | 51’ Enciso 86’ Undav 90+6’ Estupiñán |

| Arbitro: | Taylor |

|             |           |  |
| Awoniyi 19’ | Marcatori |  |

| Arbitro: | Marriner |

|                                              |           |  |
| Xhaka 11’, 14’ Saka 27’ Jesus 58’ Kiwior 78’ | Marcatori |  |

### FA Cup
| Arbitro: | Coote |

|  |           |                             |
|  | Marcatori | 63’ Elneny 70’, 76’ Nketiah |

| Arbitro: | Tierney |

|         |           |  |
| Aké 64’ | Marcatori |  |

### EFL Cup
| Arbitro: | Gillett |

|             |           |                                           |
| Nketiah 20’ | Marcatori | 27’ (rig.) Welbeck 58’ Mitoma 71’ Lamptey |

### UEFA Europa League

#### Fase a gironi
| Arbitro: | Al-Hakim |

|                    |           |                            |
| Kryeziu 44’ (rig.) | Marcatori | 16’ Marquinhos 62’ Nketiah |

| Arbitro: | Hernández Hernández |

|           |           |  |
| Xhaka 71’ | Marcatori |  |

| Arbitro: | Osmers |

|                                    |           |  |
| Nketiah 23’ Holding 27’ Vieira 84’ | Marcatori |  |

| Arbitro: | Peljto |

|  |           |          |
|  | Marcatori | 24’ Saka |

| Arbitro: | Di Bello |

|                         |           |  |
| Veerman 55’ De Jong 63’ | Marcatori |  |

| Arbitro: | Lambrechts |

|             |           |  |
| Tierney 17’ | Marcatori |  |

#### Fase a eliminazione diretta
| Arbitro: | Stieler |

|                         |           |                              |
| Inácio 34’ Paulinho 55’ | Marcatori | 22’ Saliba 62’ (aut.) Morita |

| Arbitro: | Mateu Lahoz |

|                                   |                      |                                       |
| Xhaka 19’                         | Marcatori            | 62’ Gonçalves                         |
| Ødegaard Saka Trossard Martinelli | Tiri di rigore 3 – 5 | St. Juste Esgaio Inácio Arthur Santos |

## Statistiche

### Statistiche di squadra
| Competizione   | Punti | In casa | In casa | In casa | In casa | In casa | In casa | In trasferta | In trasferta | In trasferta | In trasferta | In trasferta | In trasferta | Totale | Totale | Totale | Totale | Totale | Totale | DR  |
| Competizione   | Punti | G       | V       | N       | P       | Gf      | Gs      | G            | V            | N            | P            | Gf           | Gs           | G      | V      | N      | P      | Gf     | Gs     | DR  |
| -------------- | ----- | ------- | ------- | ------- | ------- | ------- | ------- | ------------ | ------------ | ------------ | ------------ | ------------ | ------------ | ------ | ------ | ------ | ------ | ------ | ------ | --- |
| Premier League | 84    | 19      | 14      | 3       | 2       | 53      | 25      | 19           | 12           | 3            | 4            | 35           | 18           | 38     | 26     | 6      | 6      | 88     | 43     | +45 |
| FA Cup         | -     | 0       | 0       | 0       | 0       | 0       | 0       | 2            | 1            | 0            | 1            | 3            | 1            | 2      | 1      | 0      | 1      | 3      | 1      | +2  |
| League Cup     | -     | 1       | 0       | 0       | 1       | 1       | 3       | 0            | 0            | 0            | 0            | 0            | 0            | 1      | 0      | 0      | 1      | 1      | 3      | -2  |
| Europa League  | 15    | 4       | 3       | 1       | 0       | 6       | 1       | 4            | 2            | 1            | 1            | 5            | 5            | 8      | 5      | 2      | 1      | 11     | 6      | +5  |
| Totale         | -     | 24      | 17      | 4       | 3       | 60      | 29      | 25           | 15           | 4            | 6            | 43           | 24           | 49     | 32     | 8      | 9      | 103    | 53     | +50 |

### Andamento in campionato
| Giornata  | 1 | 2 | 3 | 4 | 5 | 6 | 7 | 8 | 9 | 10 | 11 | 12 | 13 | 14 | 15 | 16 | 17 | 18 | 19 | 20 | 21 | 22 | 23 | 24 | 25 | 26 | 27 | 28 | 29 | 30 | 31 | 32 | 33 | 34 | 35 | 36 | 37 | 38 |
| --------- | - | - | - | - | - | - | - | - | - | -- | -- | -- | -- | -- | -- | -- | -- | -- | -- | -- | -- | -- | -- | -- | -- | -- | -- | -- | -- | -- | -- | -- | -- | -- | -- | -- | -- | -- |
| Luogo     | T | C | T | C | C | T | C | T | C | C  | T  | C  | T  | C  | T  | T  | C  | T  | C  | T  | C  | T  | C  | T  | T  | C  | T  | C  | C  | T  | T  | C  | T  | C  | T  | C  | T  | C  |
| Risultato | V | V | V | V | V | P | V | V | V | V  | V  | P  | N  | V  | V  | V  | V  | V  | N  | V  | V  | P  | N  | V  | V  | V  | V  | V  | V  | N  | N  | N  | P  | V  | V  | P  | P  | V  |
| Posizione | 1 | 1 | 1 | 1 | 1 | 1 | 1 | 1 | 1 | 1  | 1  | 1  | 1  | 1  | 1  | 1  | 1  | 1  | 1  | 1  | 1  | 1  | 2  | 1  | 1  | 1  | 1  | 1  | 1  | 1  | 1  | 1  | 2  | 2  | 2  | 2  | 2  | 2  |

Legenda:

Luogo: C = Casa; T = Trasferta. Risultato: V = Vittoria; N = Pareggio; P = Sconfitta.

### Statistiche dei giocatori
Sono in corsivo i calciatori che hanno lasciato la società a stagione in corso.
| Giocatore     | Premier League | Premier League | Premier League | Premier League | FA Cup   | FA Cup | FA Cup      | FA Cup     | Football League Cup | Football League Cup | Football League Cup | Football League Cup | UEFA Europa League | UEFA Europa League | UEFA Europa League | UEFA Europa League | Totale   | Totale | Totale      | Totale     |
| Giocatore     | Presenze       | Reti           | Ammonizioni    | Espulsioni     | Presenze | Reti   | Ammonizioni | Espulsioni | Presenze            | Reti                | Ammonizioni         | Espulsioni          | Presenze           | Reti               | Ammonizioni        | Espulsioni         | Presenze | Reti   | Ammonizioni | Espulsioni |
| ------------- | -------------- | -------------- | -------------- | -------------- | -------- | ------ | ----------- | ---------- | ------------------- | ------------------- | ------------------- | ------------------- | ------------------ | ------------------ | ------------------ | ------------------ | -------- | ------ | ----------- | ---------- |
| G. Jesus      | 26             | 11             | 6              | 0              | 0        | 0      | 0           | 0          | 1                   | 0                   | 0                   | 0                   | 6                  | 0                  | 1                  | 0                  | 33       | 11     | 7           | 0          |
| M. Elneny     | 5              | 0              | 0              | 0              | 1        | 1      | 0           | 0          | 1                   | 0                   | 1                   | 0                   | 1                  | 0                  | 0                  | 0                  | 8        | 1      | 1           | 0          |
| Gabriel       | 38             | 3              | 5              | 0              | 2        | 0      | 0           | 0          | 1                   | 0                   | 0                   | 0                   | 7                  | 0                  | 1                  | 0                  | 48       | 3      | 6           | 0          |
| R. Holding    | 14             | 1              | 0              | 0              | 2        | 0      | 1           | 0          | 1                   | 0                   | 0                   | 0                   | 7                  | 1                  | 1                  | 0                  | 24       | 2      | 2           | 0          |
| O. Zinčenko   | 27             | 1              | 3              | 0              | 2        | 0      | 1           | 0          | 1                   | 0                   | 0                   | 0                   | 3                  | 0                  | 1                  | 0                  | 33       | 1      | 5           | 0          |
| A. Lokonga    | 6              | 0              | 0              | 0              | 2        | 0      | 0           | 0          | 1                   | 0                   | 0                   | 0                   | 6                  | 0                  | 0                  | 0                  | 15       | 0      | 0           | 0          |
| G. Martinelli | 36             | 15             | 3              | 0              | 2        | 0      | 0           | 0          | 1                   | 0                   | 0                   | 0                   | 7                  | 0                  | 2                  | 0                  | 46       | 15     | 5           | 0          |
| R. Nelson     | 11             | 3              | 0              | 0              | 0        | 0      | 0           | 0          | 1                   | 0                   | 0                   | 0                   | 6                  | 0                  | 0                  | 0                  | 18       | 3      | 0           | 0          |
| E. Nketiah    | 30             | 4              | 3              | 0              | 2        | 2      | 0           | 0          | 1                   | 1                   | 0                   | 0                   | 6                  | 2                  | 0                  | 0                  | 39       | 9      | 3           | 0          |
| M. Ødegaard   | 37             | 15             | 4              | 0              | 1        | 0      | 0           | 0          | 0                   | 0                   | 0                   | 0                   | 7                  | 0                  | 1                  | 0                  | 45       | 15     | 5           | 0          |
| Marquinhos    | 1              | 0              | 0              | 0              | 1        | 0      | 0           | 0          | 1                   | 0                   | 0                   | 0                   | 3                  | 1                  | 0                  | 0                  | 6        | 1      | 0           | 0          |
| A. Ramsdale   | 38             | -43            | 1              | 0              | 0        | 0      | 0           | 0          | 0                   | 0                   | 0                   | 0                   | 3                  | -3                 | 0                  | 0                  | 41       | -46    | 1           | 0          |
| B. Saka       | 38             | 14             | 6              | 0              | 2        | 0      | 0           | 0          | 0                   | 0                   | 0                   | 0                   | 8                  | 1                  | 1                  | 0                  | 48       | 15     | 7           | 0          |
| E. Smith Rowe | 12             | 0              | 0              | 0              | 1        | 0      | 0           | 0          | 0                   | 0                   | 0                   | 0                   | 1                  | 0                  | 0                  | 0                  | 14       | 0      | 0           | 0          |
| C. Soares     | 2              | 0              | 0              | 0              | 0        | 0      | 0           | 0          | 1                   | 0                   | 0                   | 0                   | 1                  | 0                  | 0                  | 0                  | 4        | 0      | 0           | 0          |
| Thomas        | 33             | 3              | 5              | 0              | 1        | 0      | 0           | 0          | 0                   | 0                   | 0                   | 0                   | 6                  | 0                  | 1                  | 0                  | 40       | 3      | 6           | 0          |
| K. Tierney    | 27             | 0              | 0              | 0              | 2        | 0      | 0           | 0          | 1                   | 0                   | 0                   | 0                   | 6                  | 1                  | 2                  | 0                  | 36       | 1      | 2           | 0          |
| T. Tomiyasu   | 21             | 0              | 2              | 0              | 2        | 0      | 0           | 0          | 0                   | 0                   | 0                   | 0                   | 8                  | 0                  | 0                  | 0                  | 31       | 0      | 2           | 0          |
| B. White      | 38             | 2              | 5              | 0              | 1        | 0      | 0           | 0          | 0                   | 0                   | 0                   | 0                   | 7                  | 0                  | 0                  | 0                  | 46       | 2      | 5           | 0          |
| F. Vieira     | 22             | 1              | 0              | 0              | 2        | 0      | 0           | 0          | 1                   | 0                   | 0                   | 0                   | 8                  | 1                  | 1                  | 0                  | 33       | 2      | 1           | 0          |
| G. Xhaka      | 37             | 7              | 4              | 0              | 2        | 0      | 0           | 0          | 1                   | 0                   | 0                   | 0                   | 7                  | 2                  | 4                  | 0                  | 47       | 9      | 8           | 0          |
| M. Turner     | 0              | 0              | 0              | 0              | 2        | -1     | 0           | 0          | 0                   | 0                   | 0                   | 0                   | 5                  | -3                 | 1                  | 0                  | 7        | -4     | 1           | 0          |
| W. Saliba     | 27             | 2              | 4              | 0              | 1        | 0      | 0           | 0          | 1                   | 0                   | 0                   | 0                   | 4                  | 1                  | 0                  | 0                  | 33       | 3      | 4           | 0          |
| K. Hein       | 0              | 0              | 0              | 0              | 0        | 0      | 0           | 0          | 1                   | -3                  | 1                   | 0                   | 2                  | 0                  | 0                  | 0                  | 3        | -3     | 1           | 0          |
| J. Kiwior     | 7              | 1              | 0              | 0              | 0        | 0      | 0           | 0          | 0                   | 0                   | 0                   | 0                   | 1                  | 0                  | 0                  | 0                  | 8        | 1      | 0           | 0          |
| Jorginho      | 14             | 0              | 0              | 0              | 0        | 0      | 0           | 0          | 0                   | 0                   | 0                   | 0                   | 2                  | 0                  | 0                  | 0                  | 16       | 0      | 0           | 0          |
| E. Nwaneri    | 1              | 0              | 0              | 0              | 0        | 0      | 0           | 0          | 0                   | 0                   | 0                   | 0                   | 0                  | 0                  | 0                  | 0                  | 1        | 0      | 0           | 0          |
| L. Trossard   | 20             | 1              | 0              | 0              | 1        | 0      | 0           | 0          | 0                   | 0                   | 0                   | 0                   | 1                  | 0                  | 0                  | 0                  | 22       | 1      | 0           | 0          |